# Guglielmo il Maresciallo - L'avventura del cavaliere
L'avventura del cavaliere - Guglielmo il Maresciallo è un saggio storico scritto da Georges Duby nel 1984 che ha come tema la vita di Guglielmo il Maresciallo, cavaliere del Medioevo inglese che di non eccelse origini era arrivato a diventare il maestro di due re: Enrico II d'Inghilterra, Luigi VIII di Francia.

## Contenuto
Il libro inizia da quando il Maresciallo si trova sul punto di morte. Poi tramite un flashback l'autore fa ricominciare la storia dall'infanzia del protagonista.

## Capitoli
1. Prefazione
2. L'addio del cavaliere
3. La fama del cavaliere
4. Formazione di un cadetto
5. Il gioco della guerra
6. Strategia matrimoniale

## Edizioni
- Georges Duby, L'avventura del cavaliere - Guglielmo il Maresciallo, traduzione di Maria Garin, Gius. Laterza e Figli, 1985,  pp. 192, cap. 6, ISBN 88-420-4261-7.